# Férfi csapatsprint sífutás a 2006. évi téli olimpiai játékokon
A 2006. évi téli olimpiai játékokon a sífutás férfi csapatsprint versenyszámát február 14-én rendezték Pragelatóban. Az aranyérmet a svéd kettős nyerte meg. A versenyszámban nem vett részt magyar csapat.
Ezt a versenyszámot először rendezték meg a téli olimpia történetében.

## Eredmények
A futamok egy 1325 méteres pályán zajlottak, amelyen 6 kört kellett teljesíteni, szabadstílusban. A csapatok tagjai körönként váltották egymást.
A selejtező mindkét futamából az első öt helyen célba érkező csapat jutott be a döntőbe.

### Selejtező
A rövidítések jelentése a következő:
- Q: továbbjutás helyezés alapján

| Helyezés | Csapat                                                         | Idő           | Mj       |          |
| 1. futam | 1. futam                                                       | 1. futam      | 1. futam | 1. futam |
| -------- | -------------------------------------------------------------- | ------------- | -------- | -------- |
| 1.       | Svédország (SWE) · Thobias Fredriksson · Björn Lind            | 17:34,0       | Q        |          |
| 2.       | Csehország (CZE) · Martin Koukal · Dušan Kožíšek               | 17:34,9       | Q        |          |
| 3.       | Szlovákia (SVK) · Martin Bajčičák · Bátory Iván                | 17:36,1       | Q        |          |
| 4.       | Finnország (FIN) · Keijo Kurttila · Lauri Pyykönen             | 17:39,2       | Q        |          |
| 5.       | Kazahsztán (KAZ) · Nyikolaj Csebotyko · Jevgenyij Kosevoj      | 17:42,6       | Q        |          |
| 6.       | Japán (JPN) · Ebiszava Kacuhito · Onda Júicsi                  | 17:46,6       |          |          |
| 7.       | Észtország (EST) · Priit Barusk · Anti Saarepuu                | 18:07,4       |          |          |
| 8.       | Szlovénia (SLO) · Nejc Brodar · Jože Mehle                     | 18:34,4       |          |          |
| 9.       | Ukrajna (UKR) · Ivan Biloszjuk · Vitalij Marciv                | 18:50,4       |          |          |
| 10.      | Kína (CHN) · Li Ko-liang (Li Geliang) · Tien Je (Tian Ye)      | 18:57,4       |          |          |
| 11.      | Románia (ROU) · Antal Zsolt · Mihai Galiceanu                  | 19:04,3       |          |          |
| 12.      | Törökország (TUR) · Muhammet Kızılarslan · Sabahattin Oğlago   | 19:46,5       |          |          |
| 2. futam |                                                                |               |          |          |
| 1.       | Norvégia (NOR) · Jens Arne Svartedal · Tor-Arne Hetland        | 17:22,1       | Q        |          |
| 2.       | Oroszország (RUS) · Ivan Alipov · Vaszilij Rocsev              | 17:22,2       | Q        |          |
| 3.       | Németország (GER) · Jens Filbrich · Andreas Schlütter          | 17:22,6       | Q        |          |
| 4.       | Olaszország (ITA) · Freddy Schwienbacher · Giorgio Di Centa    | 17:26,2       | Q        |          |
| 5.       | Lengyelország (POL) · Maciej Kreczmer · Janusz Krężelok        | 17:27,1       | Q        |          |
| 6.       | Kanada (CAN) · George Grey · Devon Kershaw                     | 17:31,2       |          |          |
| 7.       | Egyesült Államok (USA) · Chris Cook · Andrew Newell            | 17:54,9       |          |          |
| 8.       | Svájc (SUI) · Reto Burgermeister · Christoph Eigenmann         | 18:00,6       |          |          |
| 9.       | Dél-Korea (KOR) · Cshö Imhon · Pak Pjongdzsu                   | 19:40,0       |          |          |
| 10.      | Horvátország (CRO) · Damir Jurčević · Denis Klobučar           | 19:43,1       |          |          |
| –        | Örményország (ARM) · Hovhannesz Szargszjan · Edmond Hacsatrjan | nem ért célba |          |          |
| –        | Ausztria (AUT) · Johannes Eder · Jürgen Pinter                 | kizárták      |          |          |

### Döntő
| Helyezés | Csapat                                                      | Idő     |
| -------- | ----------------------------------------------------------- | ------- |
| Arany    | Svédország (SWE) · Thobias Fredriksson · Björn Lind         | 17:02,9 |
| Ezüst    | Norvégia (NOR) · Jens Arne Svartedal · Tor-Arne Hetland     | 17:03,5 |
| Bronz    | Oroszország (RUS) · Ivan Alipov · Vaszilij Rocsev           | 17:05,2 |
| 4.       | Németország (GER) · Jens Filbrich · Andreas Schlütter       | 17:14,0 |
| 5.       | Finnország (FIN) · Keijo Kurttila · Lauri Pyykönen          | 17:21,5 |
| 6.       | Kazahsztán (KAZ) · Nyikolaj Csebotyko · Jevgenyij Kosevoj   | 17:25,1 |
| 7.       | Lengyelország (POL) · Maciej Kreczmer · Janusz Krężelok     | 17:26,3 |
| 8.       | Szlovákia (SVK) · Martin Bajčičák · Bátory Iván             | 17:30,9 |
| 9.       | Olaszország (ITA) · Freddy Schwienbacher · Giorgio Di Centa | 17:31,3 |
| 10.      | Csehország (CZE) · Martin Koukal · Dušan Kožíšek            | 17:49,6 |